# Плебисцитарная демократия
Плебисцитарная демократия (мандатная, партийная, теория плебисцитарной демократии) — модель демократии, в которой при непосредственном волеизъявлении народа, его политическое влияние на власть ограничивается схемой «одобрить или отвергнуть».

## Принципы
Согласно этой теории, любой гражданин, обязанный уважать законы, может их одобрять или отвергать, высказывая таким образом своё отношение к ним. Это отношение гражданин может высказывать в ходе демократических выборов, выбирая из числа предложенных партийных программ ту, которая наиболее отвечает его интересам.
Поскольку партийную программу представляет политическая партия, а она выдвигает своего кандидата на выборные посты в органы государственной власти, то побеждают те кандидаты, партийные программы которых наиболее отвечают интересам всего народа. Власть в данной модели формируется путём прямых выборов, а кандидаты на выборные посты выдвигаются от политических партий, представляющих интересы различных слоёв населения и социальных групп. Интересы меньшинства должны учитываться специально оговорёнными процедурами и закрепляться законами.